# Repubblica delle Sette Decanie
La Repubblica delle Sette Decanie (in francese République des Sept-Dizains, in tedesco Republik der Sieben Zenden) fu uno stato esistito per parecchi secoli nei territori dell'Alto Vallese, e in possesso del resto di ciò che è oggi il canton Vallese.
I sette decanati (cinque germanofoni e due francofoni) interessati furono quelli di Brig, Goms, Leuk, Raron, Sierre, Sion e Visp. In precedenza, durante gran parte del Medio Evo essi furono sottoposti al potere ecclesiastico, temporale e feudale dei vescovi di Sion, ma a partire dal secolo XIV questi sette decanati seppero ottenere sempre maggiori poteri, fino a conquistare la propria libertà e a riunirsi in una vera e propria repubblica, associata alla Confederazione svizzera, pur integrando il vescovo nei propri meccanismi istituzionali.
Il Basso Vallese francofono, sottratto al Ducato di Savoia tramite guerre e quindi preda di conquista, rimase invece un territorio soggetto e privo di poteri decisionali. 

## Storia

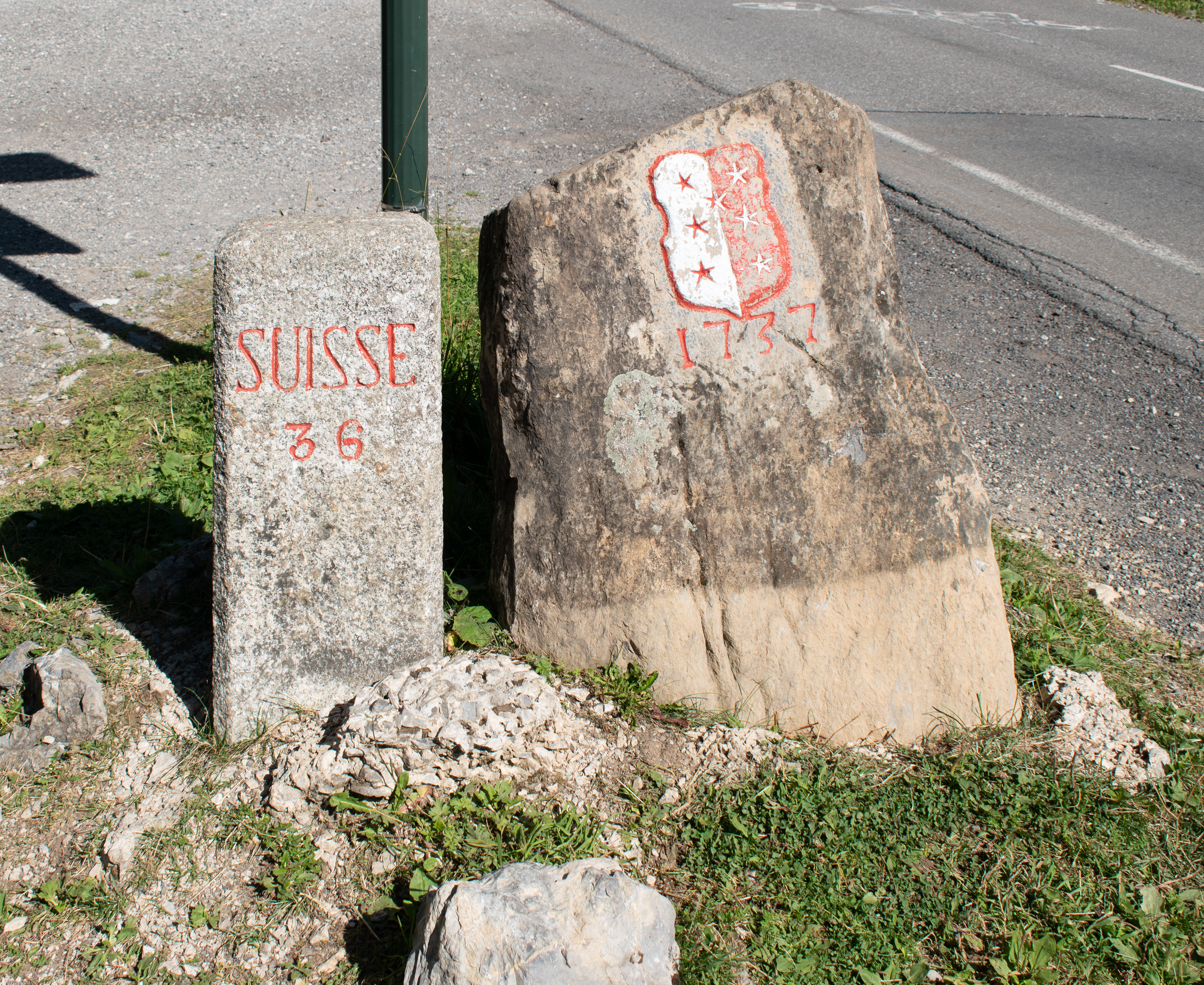
Cippo confinario sito sul Pas de Morgins.

Alla fine del Duecento iniziò a riunirsi, in occasioni eccezionali, una sorta di Consiglio generale del Vallese episcopale (Consilium generale patrie o Consilium generale tocius terre Vallesii): ne facevano parte, oltre al Vescovo, i grandi feudatari, i rappresentanti delle comunità e del capitolo di Sion. Nel Quattrocento, in seguito al venire meno dei domini feudali, all'indebolirsi del potere degli ecclesiastici diversi dal vescovo, e alla riunione dei comuni in decanie, (in tedesco Zenden) il Consiglio si trasformò nella riunione, una o due volte l'anno, dei rappresentanti delle Sette Decanie, che erano quelle di Brig, Goms, Leuk, Raron, Sierre, Sion e Visp.
Nel 1375 il Amedeo VI di Savoia detto il Conte Verde conquistò Sion: l'episodio rappresentò la massima espansione sabauda nel Vallese. Nella rivolta che ne seguì le forze delle Sette Decanie, alleate al Vescovo, rovesciarono il potere dei La Tour-Chatillon e i loro territori divennero soggetti alle Decanie. Analogamente, nel 1388 gli Zenden sopraffecero le forze del conte e dei suoi nobili a Visp. 

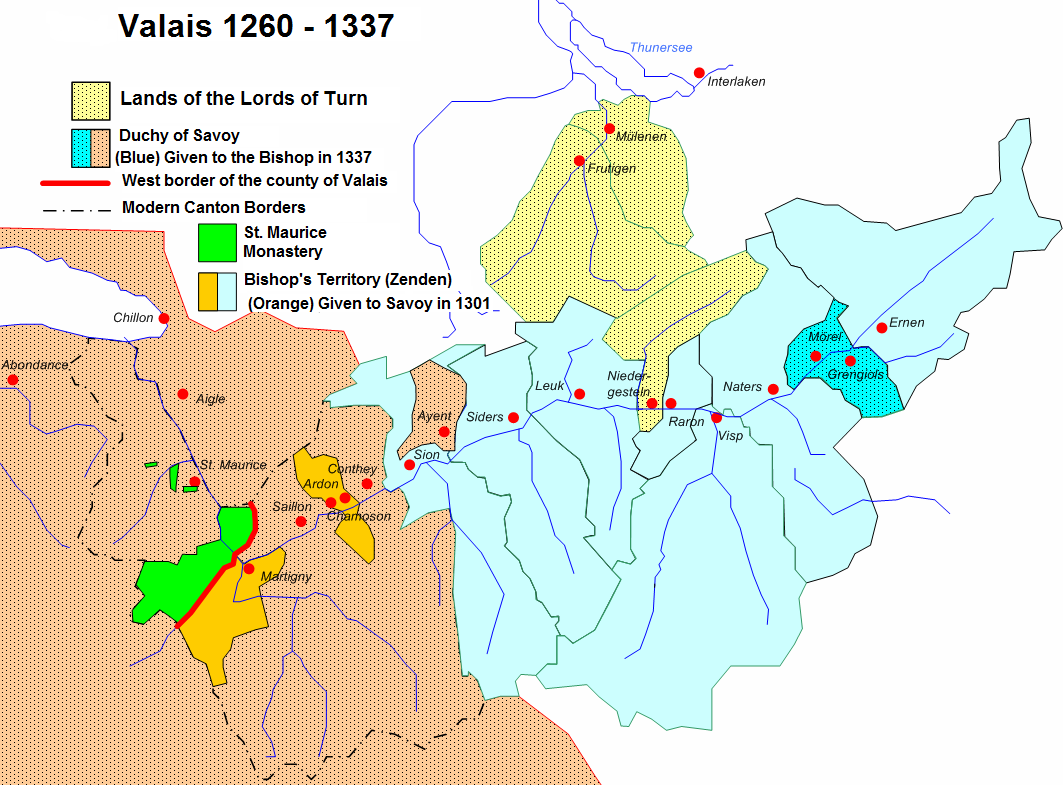
Il Vallese nel Basso Medioevo

Durante la rivolta di Raron dal 1410 al 1420 alcuni cantoni della Confederazione degli otto scesero in campo nel Vallese. Lucerna, il Canton Uri e Unterwalden si schierarono con i ribelli dell'Alto Vallese, mentre Berna appoggiò la famiglia nobile di Raron. La rivolta riuscì nel cacciare i Raron, ma portò quasi alla guerra civile nella Confederazione. Il rovesciamento dei signori di La Tour, Visp e Raron in favore delle Decanie rappresentò la fine del feudalesimo nel Vallese e l'inizio del patriziato, ovvero la formazione di un'élite in seno alle comunità, in parte proveniente dalla piccola nobiltà. Il patriziato prese il posto della nobiltà feudale anche nel Consiglio Generale.
Con la nomina di Walther von Supersax di Conches a vescovo nel 1457, la parte germanofona della valle raggiunse definitivamente la supremazia. Allo scoppio della guerra con la Borgogna nel 1475 il vescovo di Sion e le Decanie si allearono a Berna. Nel novembre di quello stesso anno essi si impadronirono di tutto il Basso Vallese sabaudo fino Martigny. Nel marzo dell'anno successivo, dopo la vittoria di Grandson, essi conquistarono anche Saint-Maurice, Evian, Thonon e Monthey, ma dovettero restituire gli ultimi tre distretti nel 1477; distretti che peraltro vennero riconquistati nel 1536. Con il trattato di Thonon del 1569 Monthey, Val d'Illiez e Bouveret furono definitivamente annessi al Vallese. Questi distretti conquistati nel Basso Vallese furono sempre governati come territori soggetti dal vescovo coadiuvato dal Consiglio Generale (Conseil du Pays), che riuniva i deputati delle Decanie.
Una volta rovesciati i feudatari, iniziò la lotta fra il vescovo e le Decanie, il cui patriziato aveva assimilato la piccola nobiltà, per il potere temporale. Nel 1435 il Consiglio Generale ottenne il controllo della nomina dei preti e dei funzionari. Qualche decennio più tardi le Decanie ottennero anche il diritto di nominare ogni anno il proprio castellano.
Il 12 marzo 1529 il Vallese divenne un alleato perpetuo (Zugewandter Ort) della Confederazione Svizzera. Il territorio rimase cattolico anche a causa del potere spirituale che il vescovo di Sion mantenne fino al 1798.
Nel 1613 le Decanie imposero un nuovo accordo al vescovo, in base al quale il capitolo della Cattedrale conservava il diritto di presentare i candidati, ma era il Consiglio delle Sette Decanie a rimettere le insegne al nuovo vescovo. Il Vescovo divenne allora un principe elettivo ed il potere temporale apparteneva ormai solamente alle Decanie. Nel 1634 il Vallese divenne ufficialmente una repubblica, la Repubblica delle Sette Decanie (République des Sept Dizains, Republik der Sieben Zehenden) sotto la direzione del principe vescovo e del balivo (bailli).
Nel 1640 Kaspar Jodok von Stockalper organizzò un servizio di corriere fra Milano e Ginevra attraverso il passo del Sempione.
La repubblica continuò poi per tutto il secolo successivo fino al 1798 quando i rivoluzionari francesi invasero tutta la Svizzera, e il Vallese fu trasformato d’imperio in uno dei dipartimenti del nuovo Stato centralizzato, la Repubblica Elvetica, creato da Parigi.